# Годешево
Годѐшево е село в Югозападна България. То се намира в община Сатовча, област Благоевград.

## Население

### Етнически състав
Преброяване на населението през 2011 г.
Численост и дял на етническите групи според преброяването на населението през 2011 г.:
|                     | Численост |
| Общо                | 844       |
| Българи             | 59        |
| Турци               | 17        |
| Цигани              | -         |
| Други               | 11        |
| Не се самоопределят | -         |
| Неотговорили        | 756       |

## География
Село Годешево се намира в планински район. То попада в историко-географската област Чеч. Селото се намира на границата с Гърция, като южна граница е река Места. В землището на Годешево река Места прави завой и влиза в територията на Гърция. В коритото на реката има минерален извор, открит през лятото на 2007 година. В южния край на селото има микроязовир с вместимост около 350 м3, зарибен е и има условия за риболов. Климатът е умерен с четири сезона. Най-високите точки в землището на селото са местностите „Бабел“ и „Гърлото“ – около 850 метра надморска височина.

## История
В османските документи селото се среща под името Годишева (на османски турски: غــودـيــشــوﻩ).
В XIX век Годешево е мюсюлманско село в Неврокопска каза на Османската империя. В „Етнография на вилаетите Адрианопол, Монастир и Салоника“, издадена в Константинопол в 1878 година и отразяваща статистиката на населението от 1873 година, Гудешево (Goudéchevo) е посочено като село с 30 домакинства и 76 жители помаци. Съгласно статистиката на Васил Кънчов („Македония. Етнография и статистика“) към 1900 година Годешево е българо-мохамеданско селище. В него живеят 650 българи-мохамедани в 65 къщи. Според Стефан Веркович към края на XIX век Годешево има мюсюлманско мъжко население 96 души, което живее в 30 къщи.
Според Димитър Гаджанов в 1916 година във Вълкосел, Годешево, Слащен и Туховища живеят 3012 помаци.
Според данните от преброяванията през годините 1926, 1934, 1946 и 1956, населението на Годешево е било съответно 661, 730, 842 и 856 души.
По последно преброяване на населението на България през 2021 е 707 души.

## Религии
Основната религия в селото е ислямът, а населението се състои изцяло от помаци. Минарето на джамията е построена през 1966 година, след което през 1985 е съборено по време на социализма и възстановено през 1991 година. През 2000 година джамията е напълно обновена. Целият молитвен дом е съборен, а на негово място построен нов по-голям. Средствата са дарени от селяните и благотворителноста на отделни личности.

## Диалект
Говоримият в Годешево диалект е част от рупските говори. Характерното за него обаче е наличието на извънредно много турски думи, и омекотяване на твърдите срички. Именно за това той се различава значително от диалектите на съседните села. Тези фактори често го правят неразбираем за хора от други села.
- Дума – произход – значение
- бугин (тур. – bugün) – Днес
- бугидже (тур. – bugece) – Тази нощ
- бусене (тур. – busene) – Тази година
- сван (тур. – soğan) – лук
- сармусак (тур. – sarımsak) – чесън
- сала (тур. – sala) – салата
- наджак (тур. – nacak) – брадвичка
- бардак (тур. – bardak) – чаша
- чапа (тур. – çapa) – мотика
- макас (тур. – makas) – ножица
- долап (тур. – dolap) – шкаф
- балта (тур. – balta) – брадва
- чюнки (тур. – çünkü) – защото
- лахана (тур. – lahana) – зелка
- бакорка (тур. – bakır) – кофа
- миникше (тур. – menekşe) – теменужки
- аргат (гр. – εργάτης) – работник
- Паратир(гр.-Прозорец)скала (гр. – σκάλα) – стълба
- оти (разг.) – защо
- Дембел (dembelis-гръцки) - Мързелив човек
- Папуц (papuca-гр.) - обувка

## Обществени институции
За Кметство Годешево няма точна информация от кога съществува, но по данни от по-възрастните хора, то е съществувало и преди 1944 година като административен орган. Били са назначавани в селото пълномощници (кметове) предимно от село Сатовча, а след 1970 година и местни.

### Читалище
Читалище „Искра“ е основано през 1953 година. Негови секретари са били:
- Сюлейман Чангалов (1953 – 1964)
- Юсеин Мехмедов Кехайов (1964 – 1970)
- Румен Емилов Медаров (1970 – 1980)
- Здравко Асенов Амзов (1980 – 1983)
- Зинаида Палова (1983 – )

През 1983 година е въведена длъжност председател. Тя е заемана от:
- Арсени Бостандиев (1983 – 1986)
- Стефан Дерев (1986 – 1990)
- Илия Хаджиев (1990 – 1993)
- Юлиян Асенов Оручев (1993 – 2003)
- Стефан Дерев (2003 – )

Част от дейностите на читалището са организиране на празници и тържества като 3 март, 8 март, 24 май, Нова година и други. Към читалището има ансамбъл, който редовно изнася музикални програми на празниците, провеждани в село Годешево. Самодейният състав редовно участва в общинския „Събор на тютюнопроизводителите от община Сатовча“. През 2005 година самодейците участват в записите на Радио Благоевград. Самодейният ансамбъл има участия и в Събора провеждан на Предела, където печелят редица награди, грамоти, златни и сребърни медали. Те печелят първо място в конкурса надпяване през 1978 година приведен в село Корница.

### Училище
Основно училище „Братя Миладинови“ е основано през 1926 година. През учебната 1926/1927 година в училището са се обучавали 53 ученици. Първите учители са Цаньо Христов от село Микре и Стефана Иванова от София. През 1929 година в Годешево преподавали Христина Петрова от Видин и Димитър Петров от село Връв. През 1938 година в селото пристига от град Гоце Делчев Стефан Пашалиев, родом от село Парил.
На 3 февруари 1938 година по инициатива на капитан Бандерски, общинският кмет Иван Апостолов и учителят Борис Колев е положена основата на училищна сграда, но през 1946 и 1947 година училището е заето от униформена милиция и от 07.02.1946 до 12.02.1947 година учебните занятия били прекъснати. След това била предоставена една класна стая за обучение на ученици от шест паралелки.
В Годешево се намира вековно дърво от чинар.
Край Годешево са открити останки от средновековно селище и късносредновековна църква. Освен това в местността Радеви лъки са открити 24 бронзови византийски монети от VI век. Те са от Анастасий I, Юстин I и Юстиниан I, като тези на Юстиниан са най-късните и са сечени през 548/549 година.

## Други
През 2009 г. наред с останалите сатовчански села – Вълкосел, Слащен и Туховища, в Годешево също се внедрява традиция на отбелязване на общослески празник – Прядой. В Годешево се отбелязва в последната събота от месец юни.

### Кухня
- „Качамак“
- „Клин“
- „Лангир“ – неферментирал сок от кисели круши, ябълки, дрянки, грозде и други кисели, предимно диворастящи плодове.
- „Трана“

## Личности
Родени в Годешево
- Николай Манов, дългогодишен директор на ОУ „Братя Миладинови“ в Годешево, за периода от 1 септември 1980 година до 1 август 2014 г., инициатор за построяване на новата училищна сграда в Годешево, заедно с Юлиян Узунов, кмет на село Годешево, и Олег Исев – секретар на ППО.
- Мустафа (Ма̀ксим) Чангалов, първият местен учител, назначаван на длъжност учител и директор в ОУ „Братя Миладинови“ в Годешево. Впоследствие дългогодишен директор на гимназия „Св. Климент Охридски“ в село Слащен
- Сюлейман Палов, горянин
- Сюлейман Чангалов,1964)